# Hyperprostor
Hyperprostor, nadprostor, případně také subprostor nebo podprostor je ve sci-fi žánru prostor odlišný od našeho vesmíru (v některých případech vzdálený v další prostorové dimenzi) do kterého lze vstoupit pomocí nějakého energetického pole nebo zařízení ohýbajícího prostor. Hyperprostor je nějakým způsobem připojený k našemu vesmíru, ale jeho vlastnosti jsou radikálně odlišné a cestování v něm je proto velmi odlišné od cestování v našem vesmíru.
V současnosti se s tímto pojmem pracuje především ve sci-fi žánru, kde slouží k překonávání mezihvězdných vzdáleností v čase kratším než k tomu potřebuje světlo. Objevuje se však i v novějších fyzikálních a záhadologických teoriích.
Z teorie pole vyplývá, že energie potřebná k takovým neobvyklým deformacím prostoru a času je mnohem větší než vše, čím disponuje současná lidská civilizace.[zdroj?]

## Klasifikace
- Hyperprostor 0 (nultého řádu - subprostor, paralelní prostor druhého stupně). Pokud v rámci vyššího prostoru (s relativně více dimenzemi) existuje nějaký nižší prostor (s méně dimenzemi), je jeho subprostorem. Pokud v rámci vyššího prostoru existuje vedle sebe více podobných subprostorů (mohou se však lišit např. velikostí), nazýváme je paralelními.

- Hyperprostor I (prvního řádu - bulk) - teoretický, modelový nebo reálný časoprostor nebo jeho historický předchůdce nebo jeho věrný („reálný“) model, který (pokud) má více než 3 prostorové rozměry (většinou 4 - 11). Teoretický prostor o 11 dimenzích popisuje M-teorie.

- Hyperprostor II (druhého řádu - formální prostor) - hyperprostor otisků a vzorů formálního pole (akašická kronika, pozemská „infobanka“, zprostředkující reálný nebo modelový prostor morfické rezonance)

- Hyperprostor III (třetího řádu - superčasový bulk - superčasový komplexní hyperprostor - vesmírný hologram - vesmírný film) - hyperprostor s přidaným časovým rozměrem. V něm existují jakoby současně všechny děje minulé a budoucí a dochází v něm k vývoji „našeho“ času od jeho vzniku až po zánik.

- Hyperprostor IV (čtvrtého řádu - virtuální, literární) - modelový nadprostor u kterého nepředpokládáme či nezkoumáme reálnost či vědeckost. Může mít částečné vlastnosti některého z předchozích hyperprostorů.

## Cestování hyperprostorem, hyperpohon
Hyperpohon je fiktivní druh pohonu, který umožňuje cestovat rychleji než světlo. Bez hyperpohonu by bylo cestování vesmírem prakticky nemožné kvůli velkým vzdálenostem mezi jednotlivými planetárními systémy.
Nejčastěji je po aktivaci hyperprostorového motoru kosmická loď přesunuta z obyčejného prostoru do odpovídajícího bodu hyperprostoru. Poté v hyperprostoru překoná nějakou vzdálenost a vynoří se na jiném místě našeho prostoru za dobu, která je výrazně kratší než doba, kterou by světlo potřebovalo k uražení stejné vzdálenosti v normálním prostoru. Kratší doba se týká především měření času z hlediska pozorovatele, ale relativistické zkreslení času je obvykle menší než při cestování podsvětelnými rychlostmi.
Vysvětlení proč mohou lodě v hyperprostoru cestovat nadsvětelnou rychlostí se různí: hyperprostor může být menší než obyčejný prostor a tím násobit účinek pohonu lodě nebo rychlost světla není bariérou jako v normálním prostoru (případně je rychlost světla v hyperprostoru větší a bariéra je tedy dál). Hyperprostor může být nespojitý, cesta v něm je potom sekvence bodů, mezi kterými se skáče.
V mnoha sci-fi vyžaduje cestování hyperprostorem velké množství plánování a výpočtů, s chybou mající nebezpečné následky. Proto může být hyperprostorový skok delší, než by bylo možné, aby se navigátor mohl „rozhlédnout“, zjistit pozici a vypočítat další skok. Doba cestování se liší: skok může být okamžitý, může trvat hodiny, dny nebo déle.
Odlišný koncept, který je někdy také nazýván hyperprostorem, je že obyčejný trojrozměrný prostor je zakřiven ve čtvrtém nebo větším počtu vyšších rozměrů tak, že dva body velmi vzdálené v trojrozměrném prostoru jsou těsně vedle sebe v některém z dalších rozměrů. Hyperprostorový motor poté umožňuje tímto směrem se pohnout. V takovém případě je cestování omezené daným uspořádáním prostoru.
Podobným konceptem je červí díra, která propojuje dva body přes další dimenzi. Rozdílem je, že červí díra má nenulovou délku a tedy umožňuje větší výběr cesty. Takže existuje nekonečný počet zakřivení v našem prostoru a tudíž deformací.

## Hyperprostorová komunikace
Někdy je možné hyperprostor použít ke komunikaci podobné rádiové, samozřejmě nadsvětelnou rychlostí. Jindy je nejrychlejší informace doručovat kurýrní lodí.
V sérii o Nadaci amerického spisovatele Isaaca Asimova k tomuto účelu slouží hyperrelé.

## Historie popisu
Přestože koncept hyperprostoru se objevil až ve 20. století, cestování neviditelnými sférami mimo normální svět je součástí nejstarší lidové slovesnosti.
Ve sci-fi se objevilo kolem roku 1930, tedy ve stejnou dobu kdy se objevil termín sci-fi, a stal se velice rozšířeným kvůli omezení, které představovala rychlost světla v běžném prostoru.

## Populární popis ve sci-fi
Kolem roku 1950 bylo cestování hyperprostorem typickým způsobem cestování. Mnoho příběhů popisuje hyperprostor jako nebezpečné místo, kde se obtížně naviguje. Někdy nebezpečí spočívá v možnosti přiblížení se k velkému gravitačnímu poli (nejčastěji hvězdy), které může loď vytáhnout z hyperprostoru nebo přímo zničit. Hvězda může být nebezpečná na větší vzdálenost než v normálním prostoru – potom je nutné před vstupem do hyperprostoru použít „konvenční“ pohon pro let z planety (resp. její oběžné dráhy) do dostatečné vzdálenosti.
Lodě v hyperprostoru jsou obvykle izolované od běžného vesmíru: nemohou vidět kolem sebe a nejsou vidět v normálním prostoru. To umožňuje dramaticky uniknout z obklíčení skokem do hyperprostoru. Lodě v hyperprostoru nemusí vidět ani jedna druhou (buď principiálně, nebo je hyperprostor nepřehledný) – to poskytuje zdůvodnění, proč se lodě nejčastěji setkávají u planet nebo hvězd.
Dalším častým konceptem je náročnost přechodu do hyperprostoru (skoku), prakticky omezující přístup k hyperprostoru na velmi velké lodě a statické „skokové brány“, které otevírají cestu pro menší lodě.

### Hyperpohon v seriálu Hvězdná brána
Existují různé druhy hyperprostorových generátorů, ale všechny fungují v podstatě stejně, loď musí zadat cílové souřadnice a zafixovat se na cíl, otevřít hyperprostorové okno a vystoupí z vesmíru do Hyperprostoru (subprostoru) a poté, když je loď na místě, zase vystoupí zpět do vesmíru. Cesta hyperprostorem se dá samozřejmě kdykoliv přerušit a zadat nové cílové souřadnice. Při vstupu do hyperprostoru je loď vystavena obrovskému přetížení, že to není schopen vydržet žádný druh materiálu, proto jsou nutné inerciální tlumiče (které tlumí přetížení). Generátory jsou výkonné v závislosti na toku energie, kterou hyperpohon vyžaduje a kterou má k dispozici. Ale samozřejmě je cestování možné i s minimálním množstvím energie, která je potřebná k otevření hyperprostorového okna.
Technicky pokročilejší rasy (Asgardi, Antikové) byly schopné dosáhnout i dalších efektů, jako například modulování hybnosti lodi po výstupu z hyperprostorového okna, eventuálně přímou změnu směru letu v hyperprostoru. Obě tyto rasy zároveň disponovaly schopností monitorovat hyperprostor z normálního prostoru.
Kromě toho se dá hyperpohon modifikovat pro jiné účely. SG-1 například odklonila asteroid, který měl smést Zemi, právě díky hypermotoru tím, že rozšířila hranici hyperokna na jeho maximální hranici v závislosti na toku energie.

### Cestování hyperprostorem v sérii Nadace Isaaca Asimova
Skok hyperprostorem je nespojitý pohyb, je to jako vystřídání diapozitivů, kdy jeden snímek okamžitě nahradí druhý. Galaxie je v tomto prostředí nepatrný objekt, v ideálním případě bezrozměrný bod. Silné gravitační pole ztěžuje průnik do hyperprostoru a především velmi zvyšuje riziko vynoření se z něj na nesprávném místě (např. i v hmotném objektu, ve středu hvězdy,...). Čím dále je kosmická loď od vlivu gravitace, tím více se eliminují vlivy nahodilých faktorů či chyb a tím pádem klesá i pravděpodobnost katastrofy.
V nouzi lze použít únik hyperprostorem už 200 km od povrchu planety – vzhledem k tomu, že ve vesmíru je mnohem více bezpečného prostoru než hmoty, dá se vcelku spolehnout, že i tato situace dobře dopadne.
Když bylo cestování hyperprostorem ještě novinkou, někomu bývalo při Skoku špatně či trpěl závratěmi (není vyloučeno, že to bylo psychogenního původu). Detektiv Elijáš Baley (kolem roku 5022 n. l.) popisuje Skok jako pocit, kdy se v něm během zlomku sekundy vše obrátilo naruby a pak se rychle vrátilo nazpět.
Postupem času a rozvojem technologie se tento vjem odboural a všechny účinky jsou hluboko pod prahem vnímání. Fyzikové v Baleyho éře podotýkali, že není prakticky možné, aby se Skok odehrál v nulovém čase, což by zaručilo dokonalý přechod a absenci jakéhokoli biologického vjemu. To je pouze v rámci teorie, neboť by si takový ideální Skok vyžádal nekonečnou energii. Nepříznivé účinky zbytkového reálného času lze pouze minimalizovat, nikoli zcela eliminovat.
Vzhledem ke složitosti matematických propočtů plánuje Skoky palubní počítač kosmické lodi, lidem by to trvalo nepoměrně déle a vždy by výsledek trpěl určitou odchylkou. Moderní počítač (jakým je vybaven např. hvězdolet FS Vzdálená hvězda dokáže naplánovat a realizovat i početnou sérii Skoků hyperprostorem přes celou Galaxii.

### Příklady prostředí, v nichž se vyskytuje hyperprostor
- Nadace Isaaca Asimova
- Duna
- Star Trek
- Star Wars
- Babylon 5
- Xenosaga
- Stargate
- Andromeda
- StarCraft
- Svět Poledne
- Doctor Who
- Elite: Dangerous
- Battlestar Galactica
- Honorverse